# Buğra Özmüldür
Buğra Özmüldür (* 21. April 1991 in Istanbul) ist ein türkischer Schauspieler.

## Leben und Karriere
Buğra Özmüldür wurde am 21. April 1991 in Istanbul geboren. Er studierte an der Marmara-Universität. Sein Debüt gab er 2003 in der Fernsehserie Sihirli Annem. Danach spielte er 2006 in Selena mit. Anschließend wurde Özmüldür 2013 für den Kurzfilm Perde gecastet. Außerdem trat er 2015 in dem Film Senden Bana Kalan auf. Im selben Jahr belam Özmüldür eine Rolle in Olaylar Olaylar Mevzu Çarşamba. 2017 war er in der Serie Adı Efsane zu sehen.

## Filmografie
Filme
- 2013: Perde
- 2015: Senden Bana Kalan
- 2015: Olaylar Olaylar Mevzu Çarşamba

Serien
- 2003–2012: Sihirli Annem
- 2006: Selena
- 2017: Adı Efsane